# Utnapištim
Utnapištim (též Utanapištimu, Uta-napištim, Atrachasís, Ziusudra, Zi´usudra) v sumersko-akkadské mytologii značí mytického člověka, který přežil potopu.
Tento člověk je jakousi obdobou biblického Noema. V mýtu o Atrachasísovi na základě Enkiho rady zažehná mor a poté na jeho radu postaví loď, na které přežije potopu světa.
Tento příběh se odrazil v mnoha mýtech a legendách a byl v nějaké verzi znám prakticky po celé Mezopotámii.